# Harry Glawe
Harry Glawe (* 15. Dezember 1953 in Greifswald) ist ein deutscher Politiker der Christlich Demokratischen Union Deutschlands (CDU). Seit 1994 ist er Mitglied des Landtages von Mecklenburg-Vorpommern. Von Oktober 2011 bis Oktober 2016 war er Minister für Wirtschaft, Bau und Tourismus des Landes Mecklenburg-Vorpommern, vom November 2016 bis November 2021 war er Minister für Wirtschaft, Arbeit und Gesundheit von Mecklenburg-Vorpommern; von November 2020 bis November 2021 war er auch stellvertretender Ministerpräsident des Landes.

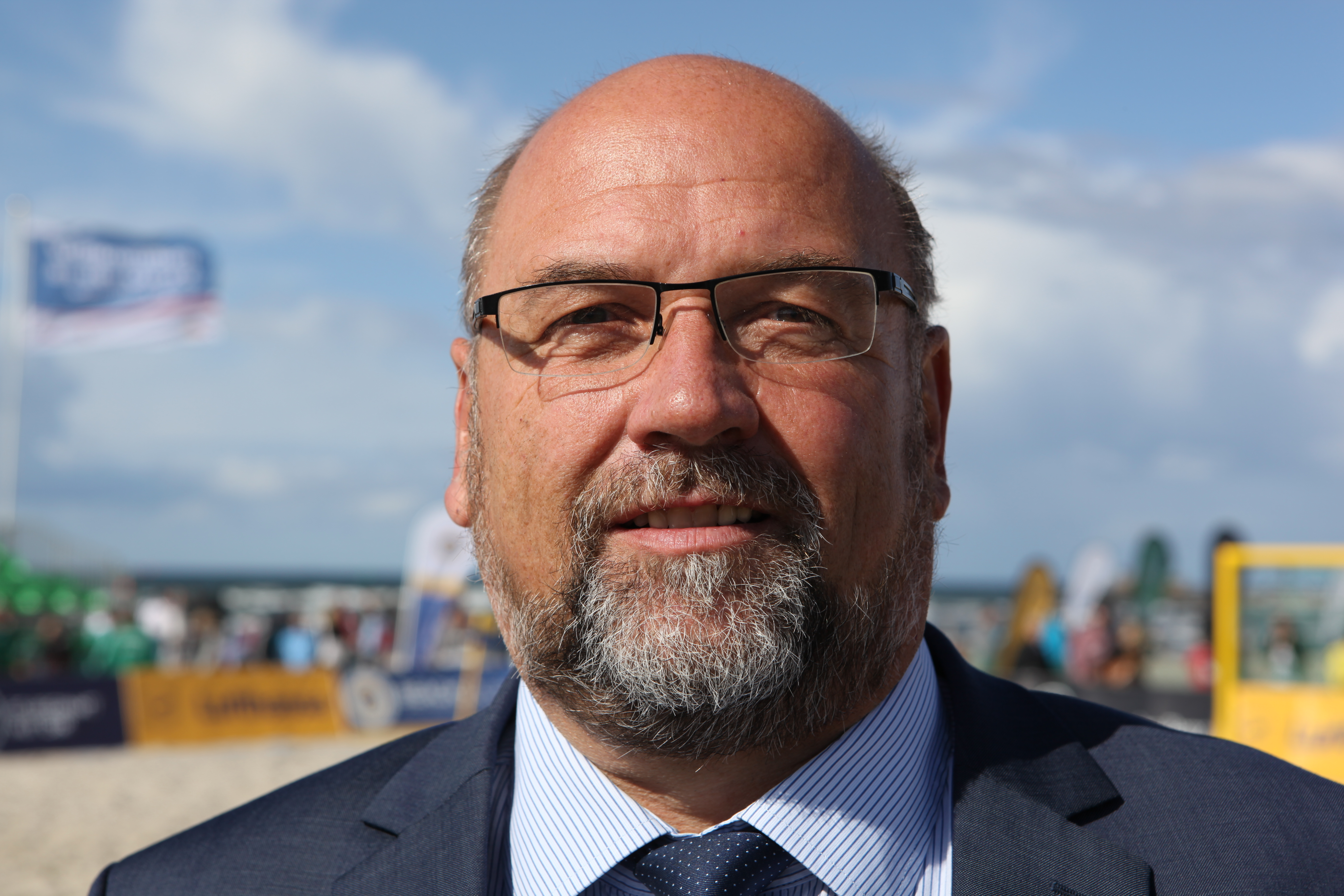
Harry Glawe, 2014

## Leben
Glawe machte von 1970 bis 1973 eine Ausbildung zum Krankenpfleger an der Medizinischen Fachschule in Greifswald. Ab 1973 arbeitete er an der Klinik für Neurologie und Psychiatrie der Ernst-Moritz-Arndt-Universität Greifswald. Von 1978 bis 1980 machte er an der Medizinischen Fachschule Greifswald eine Fortbildung zum Fachkrankenpfleger; anschließend arbeitete er bis 1991 als Stationsleitung in der Universitätsklinik. Im Jahr 1985 begann er ein Fernstudium an der Humboldt-Universität zu Berlin, das er 1989 als Diplomkrankenpfleger beendete.
Glawe ist evangelisch, verheiratet und hat drei Kinder.

## Politische Laufbahn
Glawe trat im März 1990 der CDU bei und wurde 1991 Kreisgeschäftsführer der CDU Grimmen, was er bis 1994 blieb. Danach wurde er Mitglied der Mittelstandsvereinigung der CDU und war zudem von 1990 bis 1994 Mitglied im Kreistag von Grimmen und dessen Kreistagspräsident. Seit 1994 war Glawe Mitglied der Stadtvertretung Grimmen und Stadtpräsident der damaligen Kreisstadt Grimmen. Nach seinem Ausscheiden aus dem Kreistag Grimmen wurde er 1994 Mitglied des Kreistages Nordvorpommern und dort Vorsitzender des Sozial- und Gesundheitsausschusses. Seit 2003 war er Kreisvorsitzender der CDU Nordvorpommern und Mitglied im Kuratorium Gesundheitswirtschaft des Landes Mecklenburg-Vorpommern.
Bei der Landtagswahl 1994 zog Glawe in den Landtag Mecklenburg-Vorpommern ein. Er gehört ihm seit dem 15. November 1994 an. Von 1998 bis 2006 war er stellvertretender Vorsitzender der CDU-Fraktion und von November 2006 bis Februar 2009 deren Parlamentarischer Geschäftsführer. Von Februar 2009 bis Oktober 2011 war er Vorsitzender der CDU-Fraktion. Bei der Landtagswahl 1994 erreichte Glawe mit einem Stimmenanteil von 49,9 % das beste Erststimmenergebnis und zog damit erneut über das Direktmandat im Wahlkreis 24 in den Landtag ein. Bei der Landtagswahl 2006 zog er über das Direktmandat im Wahlkreis 24 – Nordvorpommern II in den Landtag ein.
Am 25. Oktober 2011 wurde er vom Ministerpräsidenten Erwin Sellering zum Minister für Wirtschaft, Bau und Tourismus ernannt. Bei der Landtagswahl 2016 erreichte Glawe 42,8 % in seinem Wahlkreis Vorpommern-Rügen II - Stralsund III. Nach dem Rücktritt von Lorenz Caffier im November 2020 wurde Glawe zum stellvertretenden Ministerpräsidenten ernannt.
Bei der Landtagswahl 2021 gewann Glawe mit 33,1 Prozent der Erststimmen seinen Wahlkreis. Es war das einzige Direktmandat, welches die CDU bei dieser Landtagswahl erringen konnte. Nach der Wahl und der Bildung des Kabinetts Schwesig II ohne Beteiligung der CDU schied er aus dem Ministeramt aus.

## Kritik
2018 stand Glawe in der Kritik, eine Stelle im Koordinierungsreferat seines Ministeriums an ein Mitglied seiner Partei statt an einen internen Bewerber vergeben zu haben.